# Casbia acrocosma
Casbia acrocosma là một loài bướm đêm trong họ Geometridae.